# 윤재철
윤재철(尹載喆, 1953년~ )은 대한민국 시인이자 교사이다.

## 생애
1953년 대한민국 충청남도 논산에서 태어났으며, 서울대학교 국어교육과를 졸업했다.
1982년 ‘오월시’ 동인으로 작품 활동을 시작했다.
1985년 성동고 재직 시절 민중교육지 사건으로 소설가 송기원, 시인 김진경 등과 함께 투옥, 해직되었다. 교직을 잃어버린 시인은 그때부터 전교조 창립에 핵심적인 역할을 했으며, 출판사 대표를 맡고 있던 중 복직되어 다시 교단에 섰다.
1987년 첫 시집 《아메리카들소》를 펴냈다.
1996년 제14회 신동엽창작기금을 받았다.
2015년 2월 정년으로 교직에서 물러났다.

## 시집
- 1987년 《아메리카들소》(청사)
- 1992년 《그래 우리가 만난다면》 (창비)
- 1995년 《생은 아름다울지라도》 (실천문학사)
- 2000년 《오래된집》 (내일을여는책)
- 2004년 《세상에 새로 온 꽃》 (창비)
- 2007년 《능소화》 (솔)